# Cucullia tropicarabica
Cucullia tropicarabica là một loài bướm đêm trong họ Noctuidae.